# Liste der Monuments historiques in Bischoffsheim
Die Liste der Monuments historiques in Bischoffsheim führt die Monuments historiques in der französischen Gemeinde Bischoffsheim auf.

## Liste der Bauwerke
| Bezeichnung         | Beschreibung                                                         | Standort              | Kennzeichnung | Schutzstatus | Datum | Bild           |
| ------------------- | -------------------------------------------------------------------- | --------------------- | ------------- | ------------ | ----- | -------------- |
| Kloster Bischenberg | Chor der Kirche Notre-Dame-des-Sept-Douleurs, zwischen 1506 und 1541 | Rue du Couvent (Lage) | PA00084622    | Inscrit      | 1984  | weitere Bilder |

## Liste der Objekte
| Bezeichnung                        | Beschreibung                                  | Standort                                                               | Kennzeichnung | Schutzstatus   | Datum     | Bild |
| ---------------------------------- | --------------------------------------------- | ---------------------------------------------------------------------- | ------------- | -------------- | --------- | ---- |
| Skulpturengruppe Beweinung Christi | Holz, farbig gefasst und vergoldet, um 1500   | Kloster Bischenberg, in der Kirche Notre-Dame-des-Sept-Douleurs (Lage) | PM67000494    | Classé         | 1980      |      |
| Orgel                              | Ensemble aus PM67000992 und PM67000025        | in der Kirche Ste-Aurélie (Lage)                                       | PM67000991    | Inscrit Classé | 1974 1972 |      |
| Orgelprospekt                      | 1847/48 gebaut, Entwurf von Antoine Ringeisen | in der Kirche Ste-Aurélie (Lage)                                       | PM67000992    | Inscrit        | 1974      |      |
| Instrumentalteil der Orgel         | 1847/48 von Stiehr-Mockers gebaut             | in der Kirche Ste-Aurélie (Lage)                                       | PM67000025    | Classé         | 1972      |      |
| Glocke                             | Bronze, 1425                                  | in der Kirche Ste-Aurélie (Lage)                                       | PM67000026    | Classé         | 1982      |      |
| Kanzel                             | Holz und Stuck, Anfang des 19. Jahrhunderts   | in der Kirche Ste-Aurélie (Lage)                                       | PM67001216    | Inscrit        | 1974      |      |
| Uhrwerk der Turmuhr                | 1844 von Jean-Baptiste Schwilgué gebaut       | in der Kirche Ste-Aurélie (Lage)                                       | PM67001217    | Inscrit        | 1996      |      |